# Kermia brunnea
Kermia brunnea é uma espécie de gastrópode do gênero Kermia, pertencente a família Raphitomidae.